# Лопатка
Лопа́тка (лат. scapula), в анатомии — кость пояса верхних конечностей, обеспечивающая сочленение плечевой кости с ключицей. 
У человека это плоская кость приблизительно треугольной формы, схожая с формой инструмента труда человека — лопатой. Прилегает к задней поверхности грудной клетки от II до VII ребер. В лопатке различают две поверхности:
- передняя, или рёберная (facies anterior, s. facies costalis),
- задняя, или дорсальная (facies posterior, s. facies dorsalis);

три края:
- верхний (margo superior),
- медиальный, или позвоночный (margo medialis),
- латеральный, или подкрыльцовый (margo lateralis);

и три угла:
- верхний (angulus superior),
- нижний (angulus inferior),
- латеральный (angulus lateralis).

Передняя поверхность слегка вогнута и представляет собой подлопаточную ямку, служащую местом прикрепления одноимённой мышцы.
Задняя поверхность лопатки выпуклая, разделена горизонтально проходящим костным выступом — лопаточной остью (spina scapularis) — на надостную и подостную ямки. Ость начинается от медиального края лопатки и, постепенно возвышаясь, следует к латеральному углу, где заканчивается акромионом, на верхушке которого имеется суставная поверхность для соединения с ключицей.
Вблизи основания акромиона также на латеральном углу находится вдавление — суставная впадина лопатки (cavitas glenoidalis). Сюда присоединяется головка плечевой кости. Также лопатка сочленяется с ключицей посредством акромиально-ключичного сустава.
Другой крючкообразный выступ — клювовидный отросток (processus coracoideus) отходит от верхнего края лопатки, его окончание служит точкой прикрепления нескольких мышц.

## Мышцы
К лопатке прикрепляются следующие мышцы:
- малая грудная (m. pectoralis minor),
- клювовидно-плечевая (m. coracobrachialis),
- передняя зубчатая (m. serratus anterior),
- трёхглавая плеча (m. triceps brachii) (длинная головка),
- двуглавая плеча (m. biceps brachii),
- подлопаточная (m. subscapularis),
- большая ромбовидная (m. rhomboideus major)
- малая ромбовидная (m. rhomboideus minor),
- поднимающая лопатку (m. levator scapulae),
- трапециевидная (m. trapezius),
- дельтовидная (m. deltoideus),
- надостная (m. supraspinatus),
- подостная (m. infraspinatus),
- малая круглая (m. teres minor),
- большая круглая (m. teres major),
- широчайшая спины (m. latissimus dorsi) (некоторые пучки),
- лопаточно-подъязычная (m. omohyoideus).

## Поверхности

### Рёберная
Рёберная, или вентральная, поверхность лопатки представляет собой широкую подлопаточную ямку.
Медиальные 2/3 ямки косо в верхнелатеральном направлении исчерчены немногочисленными гребешками, которые обеспечивают прикрепление к поверхности сухожилий подлопаточной мышцы. Латеральная треть ямки гладкая, она заполняется волокнами этой мышцы.
Ямка отделена от позвоночного края ровными треугольными площадками у медиального и нижнего углов, а также нередко отсутствующим узким гребешком, который располагается между ними. Эти площадки и переходный гребешок обеспечивают прикрепление передней зубчатой мышцы.
На поверхности верхней части ямки находится поперечное вдавление, где кость сгибается по линии, проходящей под прямым углом через центр суставной впадины, образуя значительный подлопаточный угол. Изогнутая форма придаёт телу кости большую прочность, а нагрузка от позвоночника и акромиона приходится на выступающую часть дуги.

### Дорсальная поверхность
Задняя поверхность лопатки выпуклая, она разделена на две неравные части массивным костным выступом — остью. Область над остью получила название надостной ямки, область под остью называется подостной ямкой.
- Надостная ямка меньшая из двух, она вогнута, гладка и с позвоночного своего края шире, чем с плечевого; медиальные две трети ямки служат точкой прикрепления надостной мышцы.
- Подостная ямка существенно больше первой, в верхней своей части, ближе к позвоночному краю, несколько вогнута; её центр выступает в виде выгнутости, а по латеральному краю проходит углубление. Медиальные две трети ямки служат точкой прикрепления подостной мышцы, а латеральная треть заполнена ею.

На задней поверхности близ подкрыльцового края заметен возвышающийся гребень, направляющийся вниз и кзади от нижней части суставной впадины к латеральному краю, примерно на 2,5 см выше нижнего угла.
Гребень служит для прикрепления фиброзной перегородки, отделяющей подостную мышцу от большой и малой круглых.
Поверхность между гребнем и подкрыльцовым краем, суженная в верхних своих двух третях, пересекается у центра желобком сосудов, предназначенным для огибающих лопатку сосудов; она служит для прикрепления малой круглой мышцы.
Её нижняя треть представляет собой широкую несколько треугольную поверхность, служащую местом прикрепления большой круглой мышцы, поверх которой скользит широчайшая мышца спины; последняя часто также некоторыми своими волокнами прикрепляется там же.
Упомянутые выше широкая и узкая части разделены косо проходящей от латерального края кзади и книзу по направлению к гребешку линией. К ней присоединяется фиброзная перегородка, отделяющая от других круглые мышцы.

## Ость лопатки
Ости лопатки (spina scapulae) — это выступающая костная пластинка, пересекающая косо-медиально 1/4 дорсальной поверхности лопатки в её верхней части, и разделяющая над- и подостные ямки. Ость лопатки начинается от вертикального края гладкой треугольной площадкой и заканчивается акромионом, который надвисает над плечевым суставом. Ость лопатки имеет треугольную форму, уплощена сверху вниз, а её верхушка направлена к позвоночному краю.

## Акромион
Акромион (acromion) образует высшую точку плеча; это крупный вытянутый приблизительно треугольной формы отросток, уплощённый в переднезаднем направлении, выступающий в начале латерально, а затем изгибающийся кпереди и кверху, надвисая над суставной впадиной.
Его верхняя поверхность, направленная вверх, кзади и латерально, выпукла и шероховата. Она служит местом прикрепления части пучков дельтовидной мышцы и почти целиком располагается подкожно.
Нижняя поверхность отростка вогнутая и гладкая. Её латеральный край толстый и неровный, образован тремя или четырьмя бугорками для сухожилий дельтовидной мышцы. Медиальный край короче латерального, вогнут, к нему прикрепляется часть трапециевидной мышцы, небольшая овальная поверхность на ней предназначена для сочленения с акромиальным концом ключицы.

## Края
Лопатка имеет два края:
- Верхний край наиболее короткий и тонкий, вогнут; он продолжается от медиального угла к основанию клювовидного отростка. В латеральной части располагается глубокая полукруглая вырезка (вырезка лопатки), частично образованная основанием клювовидного отростка. Будучи покрыта верхней поперечной связкой, которая иногда может обызвествляться, вырезка формирует отверстие, пропускающее надлопаточный нерв. Соседняя часть верхнего края служит для прикрепления лопаточно-подъязычной мышцы.
- Латеральный край из трёх наиболее толстый; начинаясь от нижнего края суставной впадины, отклоняется книзу и кзади в сторону нижнего угла. Непосредственно под суставной впадиной находится небольшое около 2,5 см шероховатое вдавление (подсуставная бугристость), служащее местом прикрепления сухожилия длиной головки трёхглавой мышцы плеча; кпереди от неё проходит продольная борозда, которая занимает нижнюю треть края и является точкой прикрепления подлопаточной мышцы. Нижняя треть края, тонкая и острая, служит для прикрепления волокон большой круглой (сзади) и подлопаточной мышц (спереди).

## Изображения
- Задний вид грудной клетки и плечевого пояса (Лопатки видны по обеим сторонам.)